# Sortilegio (telenovela)
Sortilegio es una telenovela mexicana dirigida por Mónica Miguel y producida por Carla Estrada para Televisa en 2009. Es una adaptación de Tú o nadie de 1985 original de María Zarattini, la cual ella se encargó de hacer esta nueva versión.
Protagonizada por Jacqueline Bracamontes y William Levy, con las participaciones antagónicas de David Zepeda, Ana Brenda Contreras, Otto Sirgo y Azela Robinson. Cuenta además con las actuaciones estelares de Daniela Romo, Chantal Andere, Gabriel Soto, Mónica Miguel, María Victoria, José Carlos Ruiz, Héctor Sáez y Aarón Hernán.

## Sinopsis
Antonio Lombardo, (Fernando Allende), es un exitoso empresario de la construcción que, sin proponérselo, se enamora de Victoria Sarmiento, (Daniela Romo), esposa de su mejor amigo, Samuel (Alejandro Tommasi). De esa relación nacen dos hijos: Bruno (David Zepeda) y Raquel (Chantal Andere), pero Antonio no logra conocerlos porque Samuel se lleva a Victoria a Europa antes de que los bebés nazcan.
Años después, Victoria y Antonio se reencuentran, los dos, ahora viudos y deciden unir sus vidas al lado de Bruno, Raquel y de Álex, (William Levy), el hijo que Antonio tuvo con su primera esposa, Adriana (Felicia Mercado). Los niños crecen sin saber la verdad sobre su padre biológico. Mientras, Bruno rechaza tajantemente a Álex, siendo agresivo y grosero con él.
Los años pasan y Antonio, decepcionado por las actitudes rebeldes e irresponsables de Bruno y la frivolidad de Raquel nombra heredero universal a Álex. Cuando Antonio le comunica a Victoria lo que ha decidido, surge entre ellos una fuerte discusión. Antonio inesperadamente muere y Álex queda a cargo de la familia y de la empresa Lombardo lo que provoca que el odio de Bruno crezca aún más.
Al mismo tiempo que eso sucede, Bruno conoce a una sencilla y hermosa muchacha de Valladolid llamada María José, (Jacqueline Bracamontes) y le pide matrimonio haciéndose pasar por su hermano menor, Alejandro, tramando un perverso plan para deshacerse de él y quedarse con el manejo de las Empresas Lombardo. Bruno atenta contra la vida de su hermano, quien es declarado muerto en un terrible accidente, sin embargo, queda malherido y días después reaparece ante la sorpresa de todos, especialmente de Bruno. Su supuesta viuda, sin proponérselo, se ve envuelta en enredos y chantajes de los cuales no le es fácil salir porque está en juego la libertad de su padre (Héctor Sáez) y su hermana Paula, (Wendy González), mientras que su ahora esposo, Álex, se lleva un gran impacto al saber que está casado y piensa que debido a las lagunas mentales que está sufriendo, no puede recordar que se casó, aún cuando le extraña mucho esta situación pero no le pasa desapercibida la belleza de la muchacha.
Con el tiempo, María José y Alejandro se enamoran, sin embargo, la relación se verá empañada por los juegos sucios de sus enemigos, Bruno y Maura, (Ana Brenda Contreras), eterna enamorada de Álex, los cuales harán hasta lo imposible por separarlos.

## Elenco
- Jacqueline Bracamontes - María José Samaniego Miranda de Lombardo / Sandra Betancourt Miranda
- William Levy - Alejandro "Álex" Lombardo Villavicencio
- David Zepeda - Bruno Damián Albéniz Sarmiento / Bruno Damián Lombardo Sarmiento
- Daniela Romo - Victoria Sarmiento Vda. de Albéniz / Vda. de Lombardo
- Gabriel Soto - Fernando Alanís
- Chantal Andere - Raquel Albéniz Sarmiento de Castelar / Raquel Lombardo Sarmiento de Castelar
- Ana Brenda Contreras - Maura Albarrán
- María Victoria - Felipa
- José Carlos Ruiz - Chucho
- Mónica Miguel - Maya San Juan
- Otto Sirgo - Jorge Krueger
- Aarón Hernán - Porfirio Betancourt
- Patricio Castillo - Emiliano Alanís
- Azela Robinson - Elena Miranda de Krueger
- Luis Couturier - Hernán Plascencia
- Fernando Allende - Antonio Lombardo
- Felicia Mercado - Adriana Villavicencio de Lombardo
- Alejandro Tommasi - Samuel Albéniz
- Héctor Sáez - Pedro Samaniego
- Marcelo Córdoba - Roberto Castelar
- Julián Gil - Ulises Villaseñor
- Daniela Luján - Lisette Albarrán
- Guillermo Zarur  - Ezequiel
- Adalberto Parra - Erick Díaz
- Wendy González - Paula Samaniego Miranda
- Manuela Imaz - Katia Alanís
- Rosita Pelayo - Mercedes "Meche"
- Arturo Lorca - Arturo
- Carlos Girón (actor) - Gabriel
- Iliana de la Garza - Julia Fernández
- Rolando Fernández López - Gregorio
- Dolores Oliva - Piedad
- Christina Pastor - Mary
- Willebaldo López - Santos
- Patricia Ancira - Bertha
- Alfredo Adame - Detective John Seagal
- Elizabeth Álvarez - Irene
- Rafael Zozaya - Mateo Hernández
- Fernando Noriega - Mario Aguirre
- Lindo - Kowit
- Cristina Mason - Leticia "Letty"
- Pablo Valentín - Delegado
- Jesús Ávila - "Martín"

## Sortilegio,el show
Jacqueline Bracamontes, Gabriel Soto, Julián Gil y David Zepeda protagonizaron a partir del 11 de junio de 2010 en Los Ángeles, California, bajo la producción de Carla Estrada. Se trató de un espectáculo dinámico en el que hubo interacción con el público mediante concursos. Incluso, se invitó a las mujeres a subir al escenario y se hicieron concursos de 'sketches' con escenas del melodrama.

## DVD
El Grupo Televisa lanzó a la venta en formato DVD sus telenovelas.

## Premios y nominaciones

### Premios TVyNovelas 2010
| Categoría                  | Nominado(a)                 | Resultado |
| -------------------------- | --------------------------- | --------- |
| Mejor telenovela           | Carla Estrada               | Nominada  |
| Mejor actriz protagónica   | Jacqueline Bracamontes      | Nominada  |
| Mejor actor protagónico    | William Levy                | Nominado  |
| Mejor villano              | David Zepeda                | Ganador   |
| Mejor primera actriz       | Daniela Romo                | Ganadora  |
| Mejor actor coestelar      | Gabriel Soto                | Nominado  |
| Mejor dirección de cámaras | Lino Gama Esquinca          | Ganador   |
| Mejor dirección de escena  | Mónica Miguel Karina Duprez | Ganadora  |

### Premios People en Español 2010
| Categoría                | Persona                               | Resultado |
| ------------------------ | ------------------------------------- | --------- |
| Mejor telenovela         | Carla Estrada                         | Nominada  |
| Mejor refrito            | Carla Estrada                         | Nominada  |
| Mejor actriz             | Jacqueline Bracamontes                | Nominada  |
| Mejor actor              | William Levy                          | Nominado  |
| Mejor villano(a)         | David Zepeda                          | Nominado  |
| Mejor revelación del año | Julián Gil                            | Ganador   |
| Mejor pareja             | Jacqueline Bracamontes y William Levy | Nominados |

### Premios Juventud 2010
La telenovela recibió tres nominaciones en la categoría Novelas de dichos premios.
| Categoría                   | Persona                        | Resultado |
| --------------------------- | ------------------------------ | --------- |
| ¡Está buenísimo!            | William Levy                   | Ganador   |
| Chica que me quita el sueño | Jacqueline Bracamontes         | Ganadora  |
| Mejor tema novelero         | Sortilegio de amor por Il Divo | Ganador   |

### Premios Bravo2010
| Categoría               | Persona          | Resultado |
| ----------------------- | ---------------- | --------- |
| Mejor actor protagónico | William Levy     | Ganador   |
| Mejor primera actriz    | Daniela Romo     | Ganadora  |
| Mejor primer actor      | José Carlos Ruiz | Ganador   |

### Premios Califa de Oro2009
| Categoría                             | Persona          | Resultado |
| ------------------------------------- | ---------------- | --------- |
| Mejor productora                      | Carla Estrada    | Ganadora  |
| Mejor telenovela                      | Carla Estrada    | Ganadora  |
| Mejor actor protagónico del año       | William Levy     | Ganador   |
| Mejor primer actor del año            | José Carlos Ruiz | Ganador   |
| Mejor actor del año y debut en México | Julián Gil       | Ganador   |
| Mejor revelación del año              | Wendy González   | Ganadora  |
| Mejor actor de carácter               | Guillermo Zarur  | Ganador   |
| Mejor actriz                          | Daniela Luján    | Ganadora  |
| Mejor actor                           | Arturo Lorca     | Ganador   |
| Trayectoria como actriz               | María Victoria   | Ganadora  |
| Trayectoria como actor                | Héctor Sáez      | Ganador   |
| Mejor directora del año               | Mónica Miguel    | Ganadora  |

## Versiones
- Es una nueva versión de la telenovela Tú o nadie, producida por Televisa por Ernesto Alonso en 1985. Protagonizada por Lucía Méndez y Andrés García.
- Televisa realizó en 1995 una versión de esta telenovela por el productor José Alberto Castro titulado Acapulco, cuerpo y alma. Protagonizada por Patricia Manterola y Saúl Lisazo.
- En 1995 el productor Carlos Sotomayor realizó otra versión para el mercado anglosajón en el idioma inglés producida por Televisa, Fox Televisión Stations titulada Acapulco bay. Protagonizada por Raquel Gardner y Jason Adams.
- Televisa realizó en 2022 una versión de esta telenovela nuevamente por el productor José Alberto Castro titulado Cabo y protagonizada por Bárbara de Regil y Matías Novoa.